# كلوستريديوم ناقض للبروتين
كلوستريديوم بروتيوكلاستيكام أو كلوستريديوم ناقض للبروتين أو كلوستريديوم محطم للبروتين  هو نوع من البكتيريا من فصيلة كلوستريدياسيا.